# テクチン
テクチン(Tectin)は、ある種の繊毛虫が分泌する有機化合物である。接着性の柄状、盤状、その他の接着性分泌物を形成する。また、ある種の繊毛虫を包み込む被甲と呼ばれる粘着質の外套膜も形成する。シュードキチンと呼ばれることもある。繊毛虫の外皮内の粒状や桿状の構造（プロトリコシストと呼ばれる）もテクチンの分泌に関わっていると考えられている。